# Canton des Pennes-Mirabeau
Le canton des Pennes-Mirabeau est une ancienne division administrative française située dans le département des Bouches-du-Rhône, dans l'arrondissement d'Aix-en-Provence.
Il est supprimé à la suite du redécoupage cantonal de 2014. Les communes de Septèmes-les-Vallons et Les-Pennes-Mirabeau ont été intégrées au nouveau canton de Gardanne et la commune de Cabriès a rejoint le nouveau canton de Vitrolles. 

## Composition
| Nom                             | Code Insee | Intercommunalité                   | Superficie (km2) | Population (dernière pop. légale) | Densité (hab./km2) |
| ------------------------------- | ---------- | ---------------------------------- | ---------------- | --------------------------------- | ------------------ |
| Les Pennes-Mirabeau (chef-lieu) | 13071      | Métropole d'Aix-Marseille-Provence | 33,66            | 21 361 (2016)                     | 635                |
| Cabriès                         | 13019      | Métropole d'Aix-Marseille-Provence | 36,55            | 9 492 (2014)                      | 260                |
| Septèmes-les-Vallons            | 13106      | Métropole d'Aix-Marseille-Provence | 17,84            | 10 848 (2016)                     | 608                |

## Administration
| Période | Période | Identité                  | Étiquette  | Qualité                                                                         |
| ------- | ------- | ------------------------- | ---------- | ------------------------------------------------------------------------------- |
| 1992    | 1998    | Victor Mellan (1923-2007) | PS         | Collaborateur de Gaston Defferre Maire des Pennes-Mirabeau (1977-2001)          |
| 1998    | 2015    | Michel Amiel              | DVG PS DVG | Médecin Maire des Pennes-Mirabeau (2001-2017) Vice-président du Conseil général |

## Démographie
| 1999   | 2006   | 2011   | 2012   |
| ------ | ------ | ------ | ------ |
| 37 135 | 38 710 | 39 401 | 39 998 |